# 素龙街道
素龙街道，是中华人民共和国广东省云浮市罗定市下辖的一个乡镇级行政单位。

## 行政区划

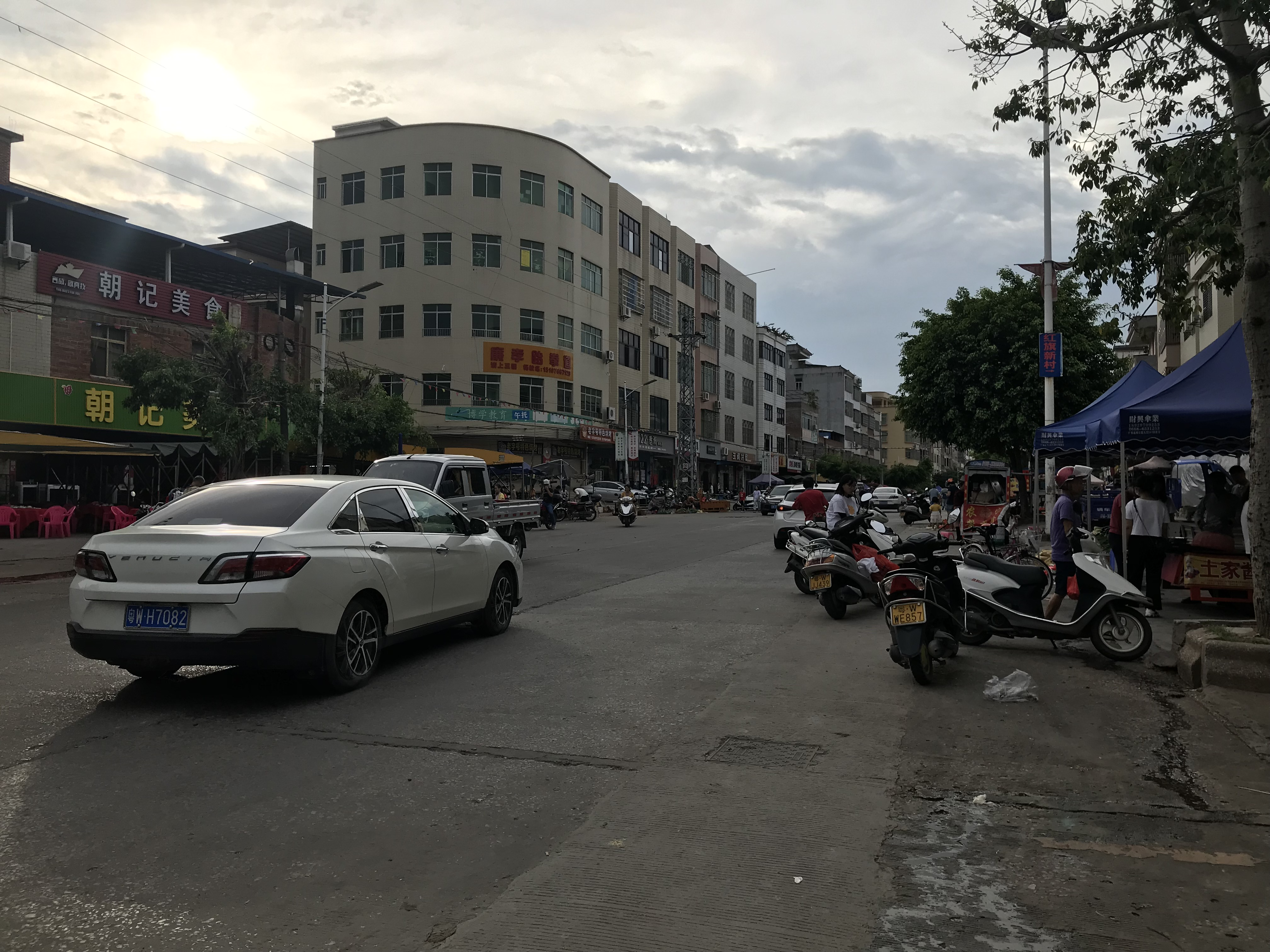
素龙街道上的集贸市场。

素龙街道下辖以下地区：
素龙社区、素龙村、凤塘村、赤坎村、潭井村、平南村、凤西村、大甲村、大灼村、新塘村、马兰村、沙步村、桃子冲村、中村、沙豪岗村、上宁村、岗咀村、冲表村、思围村、棠梨村、大榄村、七和村、赤泥村和龙税村。